# Спиров, Аристотель Авраамович
Аристотель Авраамович Спиров (род. 29 декабря 1954, Бедиани, Квемо-Картли) — советский дзюдоист, призёр чемпионатов СССР и Европы, мастер спорта СССР международного класса. Выступал за клуб «Урожай» (Майкоп). Общественный деятель, предприниматель. По национальности грек. С 2013 года депутат Совета народных депутатов Майкопа.

## Спортивные достижения
- Чемпионат СССР по дзюдо 1974 года — .